# 斎藤誠 (NAR)
斎藤 誠（さいとう まこと、1962年3月7日 - ）は、群馬県出身の元騎手・元調教師（地方・高崎所属）。
日本中央競馬会に所属する調教師の斎藤誠は同姓同名の別人。

## 経歴
1979年4月14日の第1競走・トウスイカホウ（8頭中3着）で初騎乗を果たし、同17日の第6競走・ライダンボーイで初勝利を挙げる。
1990年にはキタシバシンゲンで第1回群馬記念を制覇。　
1993年にはダービーテイオーで高崎ダービー、1994年にはスプリンターズ賞 ・群馬記念を制覇。
1997年にはタマルファイターとのコンビで活躍し、8月16日の新潟第9競走ダリア賞では8頭中6番人気で人気のタヤスアゲインと同着ながら中央初騎乗初勝利を挙げ、高崎所属馬の中央初勝利ともなった。続く新潟3歳Sでは3番人気でクリールサイクロンの2着、京成杯3歳Sではグラスワンダーの5着と好走した。
1999年11月6日の東京第12競走4歳以上500万下ではクラシックヒーローで15頭中12番人気ながら3着に入った。
2000年にはサクラトウコウ産駒コイノボリで11月26日の東京第7競走ベゴニア賞を13頭中12番人気ながら4着に逃げ粘り、三歳優駿を制覇。
2001年1月7日の中山第9競走寒竹賞では16頭中14番人気のスーパーウインザーで2着馬とアタマ差3着でワイド万馬券を演出し、青森産馬メタルカラーと共に遠征した2002年2月17日の東京第9競走春菜賞では見事に勝利。
2002年3月23日の高崎第10競走すみれ特別・マインドプレジャーが最後の勝利、翌24日の開設記念・グルメサンシャイン（12頭中11着）が最後の騎乗となり、同年限りで現役を引退。
引退後は厩舎を開業し、翌月13日の第1競走C5普通・キングズハートで初出走初勝利を記録。
2004年5月30日の第1競走C5 22普通・ゴールデンリバーで最後の勝利、7月19日の第10競走尾瀬特別・ローランカテドナルが最後の出走となった。

## 騎手通算成績
- 9884戦1550勝　勝率15.7%、連対率28.5%

主な騎乗馬
- キタシバシンゲン（1990年群馬記念）
- ダービーテイオー（1993年高崎ダービー、1994年スプリンターズ賞・群馬記念）
- コイノボリ（2000年三歳優駿）

## 調教師通算成績
- 317戦29勝　勝率9.1%、連対率19.9%